# Maersk
Tập đoàn A.P. Moller-Maersk (tiếng Đan Mạch: A.P. Møller-Mærsk Gruppen) là một tập đoàn kinh doanh quốc tế do người Đan Mạch làm chủ, thường được biết dưới tên đơn giản Maersk. Maersk hoạt động trong nhiều lĩnh vực,chủ yếu là vận tải hàng hải (Maersk là nhà vận tải lớn thứ 2 thế giới),thăm dò và khai thác dầu khí ngoài khơi, kinh doanh bán lẻ hàng tiêu dùng.Maersk có trụ sở chính ở Copenhagen và các trụ sở chi nhánh ở trên 130 nước.Tập đoàn hiện có hơn 110.000 nhân viên trên toàn thế giới.Năm 2007 tập đoàn đứng thứ 138 trong danh sách 500 hãng kinh doanh có nhiều lợi nhuận nhất của Tạp chí Fortune.

## Lịch sử
- Năm 1904, thuyền trưởng Peter Mærsk Møller (1836-1927) lập Công ty tàu thủy chạy bằng hơi nước Svendborg (Dampskibsselskabet Svendborg).
- Năm 1912 con trai là Arnold Peter Møller lập Công ty tàu thủy chạy bằng hơi nước 1912 (Dampskibsselskabet af 1912 A/S).
- Năm 1917, Maersk lập xưởng đóng tàu Odense Shipyard
- Năm 1918, Maersk lập Công ty hàng hải Maersk Line, hoạt động ở Nhật Bản, Thượng Hải (Trung Quốc) và bờ phía đông và phía tây Hoa Kỳ. Sau đó Maersk bắt đầu kinh doanh việc chở dầu.
- Năm 1962 Maersk được chính phủ Đan Mạch nhượng quyền thăm dò và khai thác dầu khí trong lãnh thổ Đan Mạch
- Năm 1964, hợp tác với Công ty F. Salling mở một loạt siêu thị bán lẻ hàng tiêu dùng ở Đan Mạch (sau đó ở Đức, Anh Quốc, Ba Lan, Thụy Điển)
- Năm 1965 Arnold Peter Møller chết, con trai là Arnold Mærsk Mc-Kinney Møller nắm quyền kinh doanh (tháng 6)
- Năm 1969 Maersk lập Công ty hàng không Maersk Air
- Năm 1974 Maersk mua tàu chở container đầu tiên (Maersk Line)
- Năm 1998 Maersk mua hãng đóng tàu Volkswerft Stralsund (tháng 1)
- Năm 1999 mua Hãng hàng hải Safmarine của Nam Phi. Tháng 11 cùng năm mua công ty hàng hải Sealand Corp. của Hoa Kỳ
- Năm 2002 mua hãng tàu Tom A/S (Đan Mạch) và Smit Wijismüller (Hà Lan)
- Năm 2003 mua hãng hàng hải lớn thứ ba thế giới Royal P&O Nedloy NV (trụ sở ở Rotterdam (Hà Lan) với giá 2,3 tỷ euro và mua hãng Farrell Lines
- Năm 2004 Maersk bán hãng Maersk Data cho IBM Danmark A/S
- Năm 2005 Maersk bán hãng hàng không Maersk Air cho Fons Eignarhaldsfelag (Iceland), nhưng không bán đội máy bay, mà chỉ cho thuê (tháng 6)
- Năm 2007 Maersk có doanh số 51,218 tỷ US$, lợi nhuận 3,427 tỷ US$[4]

## Lĩnh vực vận tải hàng hải
- Maersk Line kinh doanh ngành tàu chở container. Hiện công ty có trên 550 tàu với sức chở hơn 2 triệu container[5], là hãng tàu container lớn nhất thế giới (20% thị phần)
- Maersk Line Ltd có trụ sở ở Norfolk, Virginia, chuyên chở hàng tiếp liệu cho chính phủ Hoa Kỳ. Sau khi mua Royal P&O Nedloy NV và Farrell Lines thì Maersk Line Ltd có nhiều tàu chạy dưới cờ hiệu Hoa Kỳ nhất[6].

### Đội tàu
- 550 (+50 thuê) tàu chở container, trong đó có vài tàu lớn nhất thế giới loại Panamax (320 m × 33,53 m) và Tàu Emma Maersk (397,71 m × 56,40 m, trọng tải 11.000 TEU). Đang đặt thêm 37 tàu tại Odense Steel Shipyard, Volkswerft Stalsund, Samsung Heavy Industries, Hanjin Heavy Industries, Dalian New Shipbuilding, Daewoo S&ME. Các tàu mới sẽ có trọng tải từ 1.800 tới 14.500 TEU
- 6 tàu (2 lớp vỏ) chở dầu thô, trọng tải 300.000 DWT mỗi cái. Đang đặt thêm 9 tàu trọng tải 310.000 DWT ở Dalian Yard (Trung Quốc)
- 27 tàu chở sản phẩm hoá dầu (15.000, 29.000, 35.000 và 110.000 DWT)
- 9 tàu chở khí đốt (35.000 m³/cái). Đang đặt thêm 6 tàu (38.000/80.000 m³)
- 2 tàu chở khí đốt hóa lỏng (liquefied natural gas) (138.130 và 145.130 m³). Đang đặt thêm 6 tàu ở Samsung Heavy Industries (165.500 m³/cái)
- 3 kho chứa dầu nổi (FPSO - Floating Production Storage and Offloading)
- 10 tàu chở xe hơi (3.000 - 5.100 xe/cái), đang đặt thêm 3 tàu (5.000 xe)
- 40 tàu tiếp tế ngoài khơi (cho các giàn khoan v.v.), tàu rải cáp biển và tàu đặc dụng
- 29 giàn khoan không cố định (của Maersk Contractors)
- 12 tàu phà hoạt động ở Anh và Ireland (của công ty con Norfolkline)
- 265 tàu kéo và cứu hộ, sà-lan và tàu khác (Svitzer-Wijismüller Group). Đang đặt thêm 40 tàu kéo và cứu hộ.

Phần lớn tàu chạy dưới cờ hiệu Đan Mạch, nhưng cũng có nhiều tàu chạy dưới cờ hiệu các nước khác như UK/IOM (Maersk Co/UK Ltd), Singapore (Maersk Singapore Pte), Hoa Kỳ (Maersk Line Ltd), Pháp (Maersk France S/A), Ai Cập và Bỉ (Safmarine).

### Các trạm container
Đơn vị quản lý các trạm container của Maersk có trụ sở ở Den Haag (Hà Lan). Maersk có khoảng 50 trạm container trên thế giới (trong đó 15 trạm của Sealand Corp.):
- Châu Âu
  - Algecira (Tây Ban Nha), Aarhus (Đan Mạch), Bremerhaven, Wilhelmshaven (Đức), Cagliari, Genoa, Gioia Tauro (Ý), Conatata (România), Dunkirk, Le Havre (Pháp), Kaliningrad (Nga), Rotterdam (Hà Lan), Zeebrugge (Bỉ)
- Bắc Mỹ
  - Kingston, Charleston, Houston, Texas, Jacksonville, Florida, Los Angeles, California, Miami, Florida, New Orleans, Louisiana, Port Newart, Oakland, California, Portsmouth, New Hampshire, Port Everglades, Florida, Port of Savannah, Tacoma, Washington (Hoa Kỳ)
- Nam Mỹ
  - Buenos Aires (Argentina), Itajai (Brasil)
- Châu Á
  - Aqaba (Jordan), Bahrain, Dalian, Qingdao, Thượng Hải (Trung Quốc), Kaohsiung (Đài Loan), Kobe, Yokohama (Nhật Bản), Laem Chabang (Thái Lan), Mumbai, Pipavav (Ấn Độ), Port Qasim (Pakistan), Tanjung Pelepas (Malaysia), Salalah (Oman)
- Châu Phi
  - Abidjan (Côte d'Ivoire), Apapa (Nigeria), Douala (Cameroon), Port Saïd (Ai Cập), Onne Port (Nigeria), Tangier (Maroc)

### Liên quan tới hàng hải
- 3 xưởng đóng tàu: Odense Steel Shipyard (Đan Mạch), Loksa (Estonia) và Baltijos Laivu Statykla (Litva)
- xưởng sửa chữa tàu ở Port Suez (Ai Cập)
- Maersk Rosti A/S (sản xuất các sản phẩm nhựa dẻo)
- Norfolkline (hãng tàu phà hoạt động ở Anh, Ireland)
- Hãng tàu kéo và cứu nạn Svitzer (tên cũ Svitzer Wijismüller)
- Maersk International Shipping Education (Chương trình đào tạo chuyên viên cho Maersk với học trình 2 năm). Hàng năm có hàng chục ngàn thí sinh ở trên 80 nước dự thi, nhưng chỉ có 450 người được thâu nhận vào học.

### Liên quan tới container
- Maersk Logistics (dịch vụ cung cấp tiếp liệu ngoài khơi)
- Damco (Dịch vụ gửi hàng)
- Maersk container A/S (công ty đóng container, xưởng ở Trung Quốc, Anh và Tinglev, Đan Mạch)
- Safmarine (công ty con, mua năm 1999)
- Youship.com (dịch vụ đặt thuê tàu container online)

## Lĩnh vực năng lượng và chuyên chở
- Maersk Olie og gas A/S (Công ty dầu và khí đốt Maersk) lập năm 1962. Lúc đầu chỉ khai thác dầu khí trong khu vực Đan Mạch ở Bắc Hải. Nay công ty này cũng tham gia khai thác dầu khí ở nhiều nơi như khu vực của Anh (Bắc Hải) và ngoài khơi Qatar, Algérie, Kazakhstan. Ngoài ra công ty cũng có cổ phần trong các công ty khai thác dầu khí của Đức, Na Uy, Angola, Turkmenistan, Oman, Maroc, Brasil, Colombia, Suriname và Vịnh Mexico (khu vực của Hoa Kỳ).

Tổng sản lượng dầu khai thác hàng ngày đạt trên 600.000 thùng (95.000 m³) và 28 triệu m³ khí đốt. Công ty cũng tự hào về kỹ thuật khai thác đặc biệt thích hợp trong điều kiện khó và kỹ thuật khoan trong lòng đất phức tạp.
- Maersk Tankers có đội tàu 80 chiếc, trong đó 7 tàu chở dầu thô, 52 chở dầu lọc, 7 chở khí đốt, 2 chở khí đốt hóa lỏng và 12 chở xe hơi. Trang website của công ty cho biết đang đặt thêm 56 tàu loại này.
- Maersk Contractors có đội tàu giàn khoan loại Jack-up hiện đại
- Maersk Supply Service đảm nhiệm việc tiếp tế cho các giàn khoan ngoài khơi

## Lĩnh vực bán lẻ hàng tiêu dùng
Maersk có 50% cổ phần trong Tổ hợp siêu thị Đan Mạch. Tổ hợp này hiện có gần 1.200 siêu thị ở Đan Mạch và ở Đức, Anh, Ba Lan, Thụy Điển.
Ngoài ra Maersk cũng có 20% cổ phần trong Ngân hàng Đan Mạch (Den danske Bank), ngân hàng cổ phần lớn nhất Đan Mạch.

## Các việc gây chỉ trích
Maersk bị nhiều người chỉ trích về các dịch vụ chuyên chở, cung cấp tiếp liệu cho Quân đội Hoa Kỳ trong cuộc Chiến tranh vùng Vịnh năm 1991 và trong Chiến tranh Iraq năm 2003 và lạm dụng quyền khi nhận cảng Khawz az-Zubayr ở Nam Iraq. Theo OMB Data thì Maersk đã thu được 1,8 tỷ US$ hợp đồng với quân đội Hoa Kỳ liên quan tới chiến tranh trong năm 2006.

### Các hợp đồng với Hoa Kỳ theo năm tài chính
- Năm 2000: 257.423.051 US$
- Năm 2001: 245.986.012
- Năm 2002: 190.270.973
- Năm 2003: 238.928.067
- Năm 2004: 378.574.266
- Năm 2005: 572.380.094
- Năm 2006: 461.716.515